# I love Nickerie
I love Nickerie is een monument aan het Volksplein in Nieuw-Nickerie. Het is een beeldmerk van I ❤️ Nickerie waarmee de liefde voor het district Nickerie wordt geuit.
President Chan Santokhi onthulde het monument op 26 juni 2022. Hij gaf een toespraak waarin hij de Nickerianen loofde voor hun inzet in de ontwikkeling van het district. Eerder die dag had hij verschillende openingshandelingen verricht, zoals vier praktijklokalen van de STS Nickerie en een zonne-energiecentrale van EnergieBedrijven Suriname (EBS) in Stalweide. Verder noemde hij toekomstige projecten, zoals een internationaal vliegveld, een hogeronderwijsinstelling voor ICT, een snelweg naar Brazilië en de aanleg van een shore base (kustbasis voor offshore-winning van olie en gas). Hij sloot zijn toespraak af met met de woorden I love Nickerie too.
Het monument werd aan de Nickeriaanse gemeenschap geschonken door de familie Abdul. Mohamad Shaouchkhan Rufai Abdul is jeugdparlementariër en lid van de Hervormings- en Vernieuwingsbeweging (HVB). Meerdere jaren voor de plaatsing had hij al het plan om toerisme in Nickerie te stimuleren, met als grootste droom om een beeldmerk (naamtag) van Nickerie op te zetten. Het plein in het centrum van Nieuw-Nickerie was van meet af aan een ideale plaats omdat hier eetstandjes staan en Nickerianen en bezoekers bij elkaar samen komen.
Het monument kreeg niet alleen lof, maar er was op de sociale media ook kritiek op spelfouten en zinsopbouw op de plaquette links onderaan het monument. Onder de bevolking leverde dit boosheid en teleurstelling op, vooral omdat de hoogste persoon van het land de onthulling voltrok. Dit monument is niet het eerste in het district dat zijn liefde uitdrukt voor de regio. Ervoor werden naamtekens van Paradise, Nickerie, onthuld met de uitbeeldingen van I love Nick en Paradise.